# See-Saw
See-Saw是日本的樂隊。其英文有「相見・相會」的意思，並且字面由「see」和它的過去式「saw」組合而成。“SeeSaw”一詞亦有“蹺蹺板”之意。該團體曾經解散於1995年，不過在2001年又再次重組。

## 概要

### 成員
- 石川智晶
  - 主音
- 梶浦由記
  - 鍵盤手
- 西岡由紀子
  - 貝斯

### 履歷
- 團體的前身是高校時代以梶浦和西岡為中心的團體「15 SAND」，其成員的妹妹石川後來也作為主音加入。當成員逐漸進入大學之後，活動也依舊繼續，向專業路線也有所發展，不過因為發展方向的關係，最後團體中剩下的梶浦、西岡、石川3人，將團體的名字改為現在的「See-Saw」。並以單曲「Swimmer」出道。之後西岡因為專心致力於其作家活動而退出團體。同期，單曲發行之後成員各自都展開了單獨的活動，不過隨後又因為擔當了「Indio」的製作而重新展開了活動。而且因為單曲而使團體的名氣大升。現在則是成員又開始了單獨的活動。

- （《機動戰士GUNDAM SEED》的片尾曲）放送時，在日本節目參與了VTR的演出。石川回答：「住家附近的孩子都說我成了好厲害的姐姐！」。

- 「See-Saw」曾擔任許多動畫的片頭和片尾主題曲以及插曲的製作，其中包括《.hack/SIGN》和《.hack/Liminality》，《NOIR》的兩首插曲，《機動戰士GUNDAM SEED》的1st片尾曲和《機動戰士GUNDAM SEED DESTINY》的4th片尾曲。

## 作品

### 單曲

#### BMG FunHouse
- Swimmer

1. Swimmer

1993年7月25日發售
1. 永遠

1993年9月26日發售
- Chao Tokyo

1. Chao Tokyo

1994年3月24日發售
1994年8月5日發售
1. ～KOWAI YUME～
2. ～MAGIC～

1994年9月24日發售
1995年2月1日發售

#### Victor Entertainment
- Obsession

1. Obsession
  - 電視動畫『.hack//SIGN』片頭主題歌
  - 作詞・作曲・編曲：梶浦由記
2. - 電視動畫『.hack//SIGN』片尾主題歌
  - 作詞・作曲・編曲：梶浦由記

2002年5月22日発売
- edge

1. edge
  - OVA『.hack//Liminality』vol.1片頭主題歌
  - 作詞・作曲・編曲：梶浦由記
2. 黄昏之海
  - OVA『.hack//Liminality』片尾主題歌
  - 作詞・作曲・編曲：梶浦由記

2002年7月24日發售
1. - 電視動畫『機動戰士GUNDAM SEED』 1st片尾主題歌
  - 作詞：石川智晶
  - 作曲・編曲：梶浦由記
2. - 作詞：石川智晶
  - 作曲・編曲：梶浦由記

2002年10月23日發售
- / Emerald Green

1. - OVA『.hack//Liminality』vol.3片頭主題歌
  - 作詞・作曲・編曲：梶浦由記
2. Emerald Green
  - 電視動畫『.hack//黄昏の腕輪伝説』片尾主題歌
  - 作詞：石川智晶
  - 作曲・編曲：梶浦由記
3. 記憶（90sec“Liminality”version）

2003年1月22日發售
- [1]

1. - 電視動畫『機動戰士GUNDAM SEED DESTINY』4th片尾主題歌
  - 作詞：石川智晶
  - 作曲・編曲：梶浦由記
2. - 作詞：石川智晶
  - 作曲・編曲：梶浦由記

2005年8月3日發售

### 專輯

#### BMG Funhouse
- I Have a Dream

1. Swimmer
2. La La Africa
3. Timecard Love
4. Heaven
5. （snow drop version）
6. 永遠
7. 不透明水彩絵具

1993年9月26日発売
- See-Saw

1. （rooms version）
2. （marmalade lip mix）
3. Chao Tokyo（dark purple train mix）
4. NERVE

1994年10月26日發售

#### BMG JAPAN
- Early Best

1. -{素肌 〜ノーメイク〜
2. 不透明水彩絵具
3. うす紅
4. 永遠
5. スレンダーカメレオン
6. Chao Tokyo
7. うた
8. 心の絵本
9. 遠いティンパニ
10. Swimmer
11. たった一人のあなたへ
12. キライになりたい
13. 抱きしめている
14. また会えるから}-

2003年2月21日發售

#### Victor Entertainment
- Dream Field

1. -{君がいた物語（Dream Field Mix）
2. 黄昏の海}-
3. LOVE
  - 電視動畫『NOIR』插曲
  - 作詞・作曲・編曲：梶浦由記
4. Emerald Green
5. 千夜一夜
  - OVA『.hack//Liminality』vol.2片頭主題歌
  - 作詞・作曲・編曲：梶浦由記
6. -{月ひとつ
7. 夏の手紙}-
  - 作詞：石川智晶
  - 作曲・編曲：梶浦由記
8. Obsession
9. 記憶
  - OVA『.hack//Liminality』vol.4片頭主題歌
  - 作詞・作曲・編曲：梶浦由記
10. Jumping Fish
  - 作詞：石川智晶
  - 作曲・編曲：梶浦由記
11. Indio
  - 電視動畫『NOIR』插曲
  - 作詞・作曲・編曲：梶浦由記

2003年2月21日發售

## 外部連結
（日語）See-Saw官方網頁 （页面存档备份，存于）